# エマニュエル・イソゼ＝ンゴンデ
フランク・エマニュエル・イソゼ＝ンゴンデ（Franck Emmanuel Issoze-Ngondet、1961年7月10日 - 2020年6月11日）は、ガボンの外交官、政治家。同国国連大使、エネルギー大臣、外務大臣、首相を歴任した。

## 経歴・人物
1961年7月10日、フランス領赤道アフリカ、ガボン植民地（現在のガボン）、オゴウェ・イヴィンド州、マコクーに生まれる。イソゼ＝ンゴンデは、コタ族（バコタ族）の家庭に生まれる。1988年ガボン外務省（外務協力省）に入省する。当初、外務省顧問を経て1988年から1990年まで条約・国際会議局の研究責任者（Chargé d'études）。1990年から1991年まで駐カメルーン大使館文化参事官。1991年から1993年まで、駐英国大使館第一参事官。1993年から1994年まで、駐カナダ大使館第一参事官。1994年から1997年まで、駐ドイツ大使館第一参事官。
1997年本省に戻り、米州局長。1998年欧州局長。2000年から2006年まで韓国駐箚特命全権大使。この間、2003年駐タイ大使を兼務し、さらに2004年からは初代フィリピン大使を兼ねた。
2006年6月、駐エチオピア大使となりアジスアベバに赴任する。同時にアフリカ連合（AU）常設代表（大使）、国連アフリカ経済委員会及び国連環境計画ガボン代表となる。エチオピア駐在中の2007年8月にはケニア大使を兼務する。 同時期にはアフリカ連合難民・帰還・国内避難民小委員会議長を務めた。2008年前半には、アフリカ合衆国創設に関する議論の中でガボンは大陸国家の中で地理的、位置的に米国のカリフォルニア州に匹敵する可能性を提案している。なお、当然のことながらガボンの（経済的な）大きさはカリフォルニアのそれに及ばないことを諧謔を込めて認めており、代わりにロスアンゼルスに匹敵すると述べた。
2008年国連常設代表（国連大使）に任命される。国連大使在任は2か月程度で、2009年1月14日、ガボン政府のエネルギー、水資源、新エネルギー大臣に任命された。 2009年6月8日、オマール・ボンゴ・オンディンバ大統領が死去すると、7月19日、議会・憲法機関大臣に横滑りするが、7月22日、解任される。
2009年ガボン大統領選挙では、アリー・ボンゴ・オンディンバ陣営のオゴウェ・イヴィンド州選挙対策責任者となった。アリー・ボンゴ大統領が誕生すると、2009年11月5日、再び国連大使に任命された。2012年2月12日、外相に任命された。
2016年に首相就任。2018年4月28日に予定されていた総選挙を実施しなかったことを理由に、4月30日に憲法裁判所は首相失職と下院議会の解散を命じた。これを受け翌5月1日に首相辞任表明。これに対しオンディンバ大統領は5月3日、総選挙が行われるまでの政府の首班としてイソゼ＝ンゴンデを再任した。
2019年1月7日に軍によるクーデター未遂事件が発生し、その5日後に首相を退任。
2020年6月11日、リーブルヴィルの病院に於いて喘息発作の合併症により死去した。59歳没。
夫人との間に5人の子供がいる。フランス語で小説『法廷の禁欲主義者』（An Ascetic in the Court、Un Ascète dans la cour）をフランスの出版社「ラルマッタン」社から出している。英語とフランス語に堪能。